# Strachan Open
Strachan Open je bil poklicni snooker turnir.
Turnir so priredili le enkrat, leta 1992, tedaj je štel za jakostno lestvico. Kot se je kasneje izkazalo, je prvi in tudi zadnji zmagovalec turnirja postal Tajec John Wattana.
Naslednjo sezono so se na Svetovni snooker zvezi odločili organizirati štiri t. i. poljakostne turnirje. Ti turnirji so prinesli le desetino toliko točk za jakostno lestvico kot večina ostalih jakostnih turnirjev. Namen turnirjev je bil spodbuditi novince v profesionalnih vrstah, poleg tega večina najboljših igralcev sveta na turnirjih niti ni nastopala. Trije od teh štirih poljakostnih turnirjev so se imenovali Strachan Challenge, četrti poljakostni turnir pa je bil Benson & Hedges Championship.
Turnir Strachan Challenge so dvakrat priredili tudi v sezoni 1993/94, a turnirja nista več štela za jakostno lestvico, tudi poljakostna nista bila več.

## Zmagovalci
| Leto                             | Zmagovalec               | Nasprotnik v finalu      | Končni izid              | Sezona                   |
| Strachan Open (jakostni)         | Strachan Open (jakostni) | Strachan Open (jakostni) | Strachan Open (jakostni) | Strachan Open (jakostni) |
| -------------------------------- | ------------------------ | ------------------------ | ------------------------ | ------------------------ |
| 1992                             | James Wattana            | John Parrott             | 9 - 5                    | 1991/92                  |
| Strachan Challenge (poljakostni) |                          |                          |                          |                          |
| 1992                             | Joe Swail                | Stefan Mazrocis          | 9 - 4                    | 1992/93                  |
| 1993                             | Troy Shaw                | Nigel Bond               | 9 - 4                    | 1992/93                  |
| 1993                             | Tony Drago               | Ken Doherty              | 9 - 7                    | 1992/93                  |
| Strachan Challenge (nejakostni)  |                          |                          |                          |                          |
| 1994                             | Anthony Hamilton         | Andy Hicks               | 9 - 4                    | 1993/94                  |
| 1994                             | Anthony Hamilton         | Paul Davies              | 9 - 4                    | 1993/94                  |